# Christian Bonah
Christian Bonah, né le 31 janvier 1965 est un épistémologiste et historien des sciences français.

## Biographie
Il obtient son doctorat de médecine en 1994 à la faculté de médecine de Strasbourg. En 1996, il obtient un doctorat en histoire et épistémologie des sciences.
Après un post-doctorat à l’université Harvard à Boston de 1997 à 1998, il est nommé en 1999 maître de conférences à l'université de Strasbourg.
En 2003, il obtient une habilitation à diriger des recherches, puis est nommé professeur en 2005,. La même année, il est nommé membre de l'Institut universitaire de France pour 5 ans.
Il a créé et dirigé le Département des sciences sociales et humaines en médecine et en santé (DHVS) à la Faculté de médecine de Strasbourg. Entre 2005 et 2010, il a été membre junior de l’Institut universitaire de France. Il a travaillé sur l'histoire comparée de la formation médicale, l'histoire des médicaments, ainsi que sur l'histoire de l'expérimentation humaine. Ses travaux récents portent essentiellement sur la perception et la gestion des risques dans le cadre de scandales médicamenteux et de la médecine au tribunal. Ses travaux sont également consacrés aux études de films médicaux, notamment grâce à la plateforme participative MedFilm, qu'il a lancé en 2014 et qui met à disposition des centaines de films médicaux et sanitaires provenant de nombreux fonds, en particulier ceux de l'ECPAD et de l'INA.
Il est l'auteur de plus de 50 publications scientifiques.

## Publications
- Christian Bonah (préf. Frederic Lawrence Holmes), Les sciences physiologiques en Europe : analyses comparées du XIXe siècle, Paris, Institut interdisciplinaire d'études épistémologiques, 1995, 238 p. (ISBN 978-2-7116-8292-8)
- Christian Bonah, Instruire, guérir, servir : formation, recherche et pratique médicales en France et en Allemagne pendant la deuxième moitié du XIXe siècle, Strasbourg, Presses universitaires de Strasbourg, 2000, 623 p. (ISBN 978-2-86820-122-5)
- Christian Bonah et Anne Rasmussen (préf. Pierre Joly), Histoire et médicament aux XIXe et XXe siècles, éditions Glyphe, 2005 (ISBN 9782911119590).
- Christian Bonah, L'expérimentation humaine : discours et pratiques en France, 1900-1940, Paris, Les Belles Lettres, 2007, 423 p. (ISBN 978-2-251-43016-4)
- Christian Bonah, Haxaire, Mouillie, Penchaud et Visier, Médecine, santé et sciences humaines. : Manuel du Collège des enseignants de SHS en médecine et santé, Paris, Les Belles Lettres, 2011, 720 p. (ISBN 978-2-251-43026-3)
- Christian Bonah, Alexandre Sumpf, Philipp Osten, Gabriele Moser, Tricia Close-Koenig et Joël Danet (éd.), Le pré-programme. Film d’enseignement, film utilitaire, film de propagande, film inédit dans les cinémas et archives de l’interrégion du Rhin supérieur, 1900 - 1970, Rhinfilm, Strasbourg et Heidelberg, 2015, 367 p.  (ISBN 978-2-9553536-0-8)